# چسواوا کوشچیانگسکا
چسواوا کوشچیانگسکا (انگلیسی: Czesława Kościańska؛ زادهٔ ۲۲ may ۱۹۵۹ (۶۵ سال)) ورزشکار روئینگ اهل لهستان است.
وی در مسابقات کشوری و بین‌المللی در مجموع برندهٔ ۲ مدال نقره، ۱ مدال برنز شده‌است.